# Johannes-Wolfgang Neugebauer
Johannes-Wolfgang Neugebauer (* 28. Oktober 1949 in Klosterneuburg; † 15. August 2002) war ein österreichischer Prähistoriker.

## Leben
Neugebauer absolvierte ein Studium der Ur- und Frühgeschichte an der Universität Wien und wurde 1973 promoviert. 1987 erhielt er den Förderpreis des Wissenschaftspreises des Landes Niederösterreich. 1988 habilitierte er sich mit dem Thema „Die Nekropole F von Gemeinlebarn, Niederösterreich. Untersuchungen zu den Bestattungssitten und zum Grabraub in der ausgehenden Frühbronzezeit in Niederösterreich südlich der Donau zwischen Enns und Wienerwald“. Er war wissenschaftlicher Mitarbeiter des Bundesdenkmalamtes (Abteilung für Bodendenkmalpflege) und betreute zahlreiche große Ausgrabungsprojekte. 1993 gründete er das Urzeitmuseum Nußdorf ob der Traisen, welches er auch bis zu seinem Tod leitete. Ab 1998 war er außerordentlicher Universitätsprofessor an der Universität Wien. Er ist Autor von zahlreichen wissenschaftlichen wie auch populären Werken.
Verheiratet war er mit der Prähistorikerin Christine Neugebauer-Maresch.